# Gostomia (przystanek kolejowy)
Gostomia – nieistniejący przystanek osobowy w Gostomi w Polsce, w województwie zachodniopomorskim, w powiecie wałeckim, w gminie Wałcz.